# Kali for Women
Kali for Women fue una editorial feminista creada como start-up en India, considerada la primera editorial del país en publicar sobre y para mujeres. La trayectoria de la editorial fue recogida en el documental The Books We Made de la directora de cine Anupama Chandra y la productora Uma Tanuku.

## Historia
Urvashi Butalia y Ritu Menon fundaron Kali for Women en 1984, posiblemente la primera editorial india dedicada a publicar sobre y para mujeres. Cuando decidieron dar este paso, Butalia había trabajado en Oxford University Press y Zed Books en Delhi, mientras que Ritu Menon era una académica. Comenzaron con muy poco capital pero con una sensación de urgencia de que tenían que dar voz a las mujeres indias, a través de publicaciones académicas y trabajos activistas, traducción y ficción. A ellos les siguieron otras editoriales indias que se ocupaban de cuestiones sociales y de género, como Bhatkal and Sen, que publican las colecciones Stree y Samya y Tulika Books.

### Publicaciones
Considerada ampliamente como la respuesta de la India a Virago Press (editorial feminista fundada por Carmen Callil en Londres en 1970), Kali for Women publicó algunos libros pioneros, como el libro de referencia en hindi Shareer ki Jankari ('Acerca del cuerpo'). Shareer ki Jankari fue escrito por 75 mujeres de pueblo y vendido por ellas a un precio especial en los pueblos. Shareer ki Jankari era muy franco sobre el sexo y el cuerpo de las mujeres, incluyendo temas tales como los tabúes menstruales, lo que sorprendió a algunos comentaristas. Hasta entonces, las editoriales académicas habían ignorado en gran medida los mercados de literatura barata para las masas. Se han vendido más de 70.000 copias de esta obra.
Butalia y Menon estaban comprometidas con el cambio social a través de la publicación y, casi de manera accesoria, innovaron la forma en que producían y vendían sus libros.[cita requerida] Kali for Women publicó The History of Doing de Radha Kumar, un pionero intento de registrar y analizar el movimiento feminista en la India desde el principio del siglo XIX hasta la época de después de su independencia, la obra histórica de la ecofeminista Vandana Shiva Staying Alive y la histórica Recasting Women: Essays in Colonial History de Kumkum Sangari y Sudesh Vaid, que continúa siendo uno de los libros de referencia sobre la cuestión de género y colonialismo tanto en la India como en el resto del Sur de Asia.
Entre sus publicaciones se cuenta un volumen sobre las Mujeres en los Medios de Comunicación, una colección de historias escritas por mujeres llamada Truth Tales.

### Separación de las socias
En 2003, las fundadoras iniciaron caminos independientes. Butalia fundó Zubaan Books en 2003, que además de libros feministas también publica ficción, libros de interés general y títulos infantiles. Menon fundó Women Unlimited. Ambas empresas siguen activas.
Kali for Women y posteriormente Zubaan Books y Women Unlimited, fueron revolucionarias al entrar en una industria, la de las editoriales, dominada por los hombres, y abrir un espacio en el mercado para que el trabajo hecho por mueres y para las mujeres fuera publicado y reconocido. Contribuyen a constituir una base de conocimiento sobre las mujeres tanto en la India como en el subcontinente asiático, crearon espacio para las obras escritas por mujeres, demostrando que la escritura puede estar llena de matices y diversidad, e inspirando a generaciones de editoriales feministas a publicar obras feministas y ser comercialmente viables.

## Reconocimientos
En 2016, la historia de la editorial Kali for Women fue recogida en el documental The Books We Made de Anupama Chandra y Uma Tanuku y producido por The Public Service Broadcasting Trust. De 68 minutos de duración, el filme formaba parte del festival anual Open Frame y recogía la evolución y desarrollo de las mujeres que formaron parte de la editorial. Además, fue proyectado en otros festivales, como en el 15º Festival Internacional de Cine de Bombay dentro de la sección de Competición Nacional en el año 2018.